# Thể thao ném

Hình mô tả chuyển động người ném đĩa.

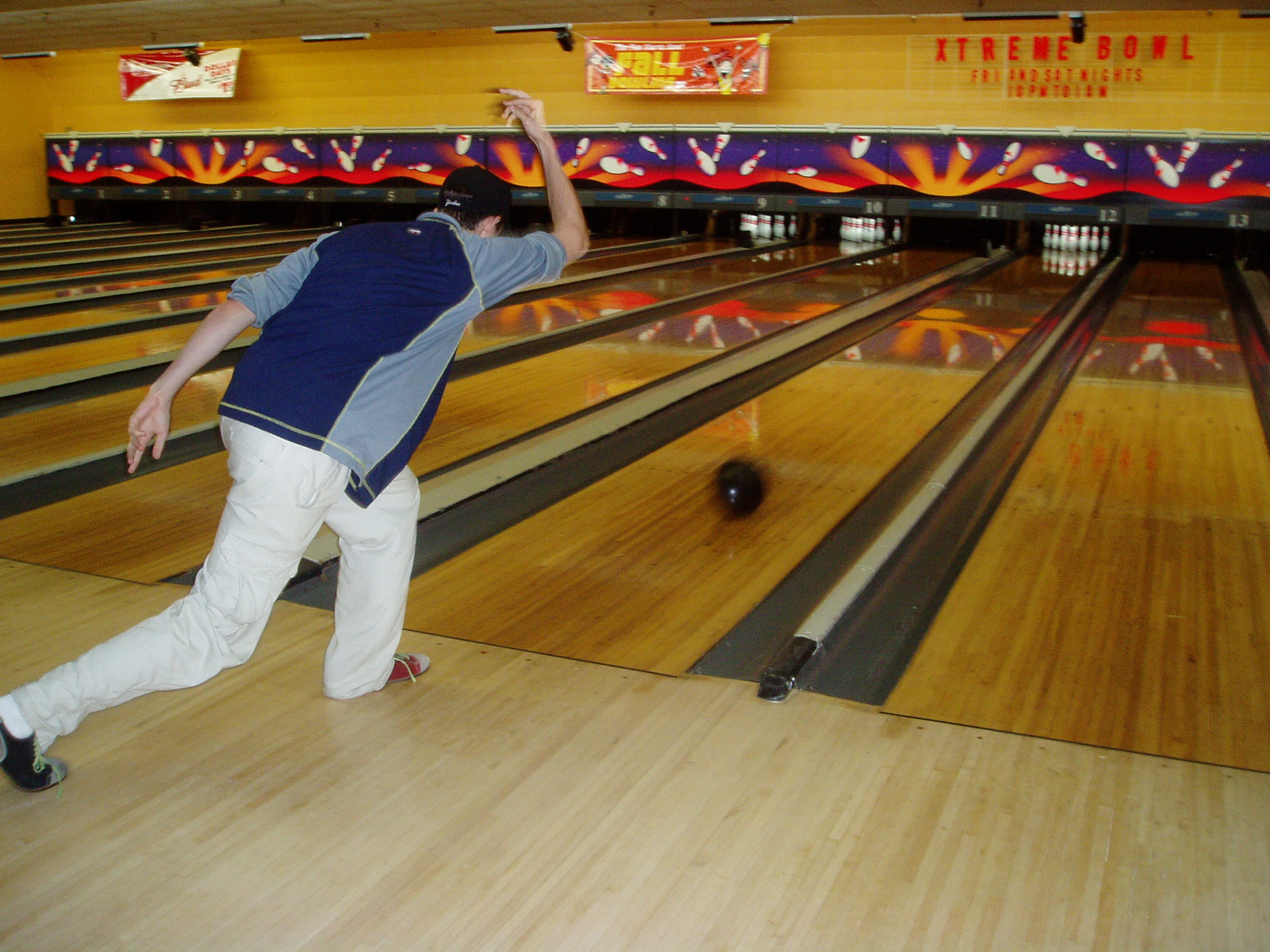
Một người lăn trái bowling.

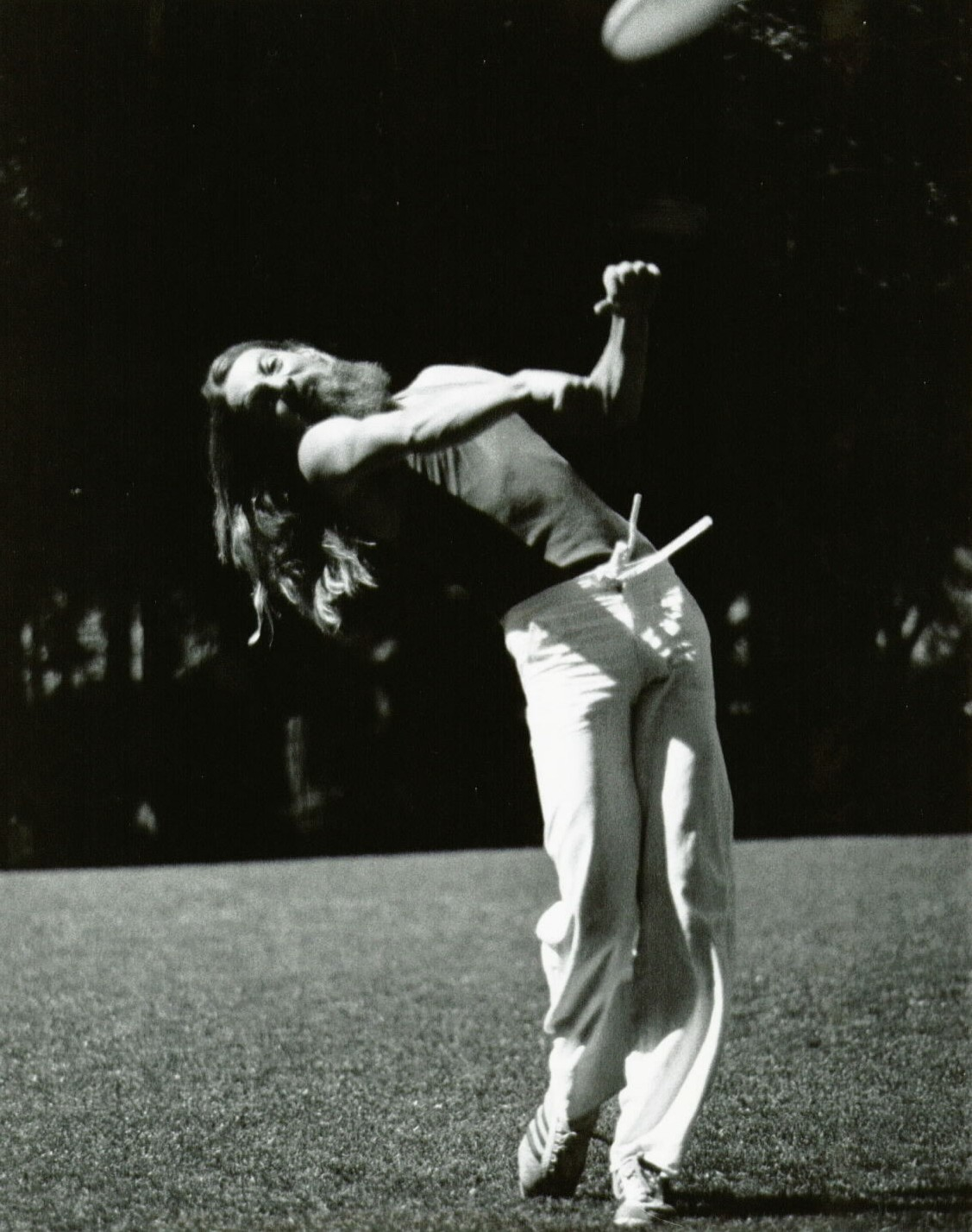
Ken Westerfield với cú ném Frisbee ngang thân (thuận tay) ở Boulder, Colorado, 1978.

Môn thể thao ném, thể thao phóng hay trò chơi ném là các cuộc thi đấu thể chất của con người trong đó kết quả cuối cùng được đánh giá dựa vào khả năng ném một vật cụ thể nào đó của người vận động viên. Hai hình thức ném chủ yếu là ném xa và ném vào mục tiêu cho trước. Bốn môn ném phổ biến nhất trong môn điền kinh: đẩy tạ, ném đĩa, ném lao và ném búa (hay ném tạ xích). Các môn thể thao mục tiêu có hai loại chính là: bowling và phi tiêu, với nhiều biến thể khác nhau.
Các môn thể thao ném có một lịch sử dài. Môn điền kinh hiện đại bắt nguồn từ một loạt các hoạt động có từ thời Thế vận hội cổ đại. Các tác phẩm nghệ thuật từ thời Hy Lạp cổ đại dưới dạng phù điêu, gốm và tượng là bằng chứng cho sự quan trọng của các môn thể thao đó trong văn hóa hoạt động thể chất của xã hội.
Các trò chơi bowling cũng có nguồn gốc từ thời cổ đại, dựa trên trò ném các trái bóng bằng đá ở Ai Cập cổ đại có niên đại năm 5000 TCN, và một hình thức của trò bocce ở La Mã cổ đại. Trò bắt (người chơi ném và bắt vật cho nhau) là hình thức chơi cơ bản của nhiều trò chơi và là yếu tố chủ chốt của nhiều môn thể thao và trò chơi hiện đại phức tạp.
Vật được ném cũng có nhiều loại, ví dụ tiêu biểu là bóng, lao, gậy, đĩa hay vòng. Các môn thể thao ném đã được quy chuẩn hóa thường có các tiêu chí nghiêm ngặt đối với vật ném, ví dụ như kích thước và khối lượng định sẵn. Các môn ít được chính thức hóa thường ít khắt khe hơn và một số trò chơi ví dụ như ném xu và ném móng ngựa đưa cả những vật dụng hàng ngày vào trong trò chơi, phản ánh nguồn gốc từ những trò tiêu khiển đơn giản.
Hầu hết các môn thể thao ném sử dụng một sân thi đấu xác định (bao gồm khu vực để người chơi ném, và một nơi để vật được ném rơi xuống) cùng một phương pháp ném đặc trưng. Các phương thức ném một tay có ném qua đầu (thả tay ra khi tay ở trên vai) và tung (thả tay ra khi tay bên dưới vai). Khi sử cả hai tay, ném qua đầu và chuyền ngang ngực là các động tác phổ biến. Kiểu ném được chi phối chủ yếu bởi đặc trưng của vật được ném: vật nhỏ, nặng được nắm và đẩy đi khỏi cơ thể (v.d. đẩy tạ); các vật có tay cầm thì được quăng và thả với một hoặc hai tay (v.d. ném cân); các vật nhỏ, nhẹ như bóng và tiêu có xu hướng sử dụng kỹ thuật ném hết sức qua vai khi mục tiêu là độ xa hoặc độ nhanh, và sử dụng kỹ thuật ném dưới tầm vai khi cần độ chính xác. Hầu hết các cú ném đều được thực hiện từ một vị trí tĩnh hay khu vực được giới hạn. Tuy nhiên một số môn cho phép một đoạn chạy lấy đà ngắn tới vạch ném, ví dụ như ném lao hay bowling.
Các môn thể thao ném tiêu chuẩn thường có các cuộc thi đấu trình độ cao ở khắp nơi trên thế giới cùng một cơ quan điều hành thể thao. Các môn có tính quốc tế và phổ biến sẽ có riêng một giải vô địch thế giới và một hệ thống giải chuyên nghiệp.